# Xã Newtown, Quận Delaware, Pennsylvania
Xã Newtown (tiếng Anh: Newtown Township) là một xã thuộc quận Delaware, tiểu bang Pennsylvania, Hoa Kỳ. Năm 2010, dân số của xã này là 12.216 người.